# 안산천

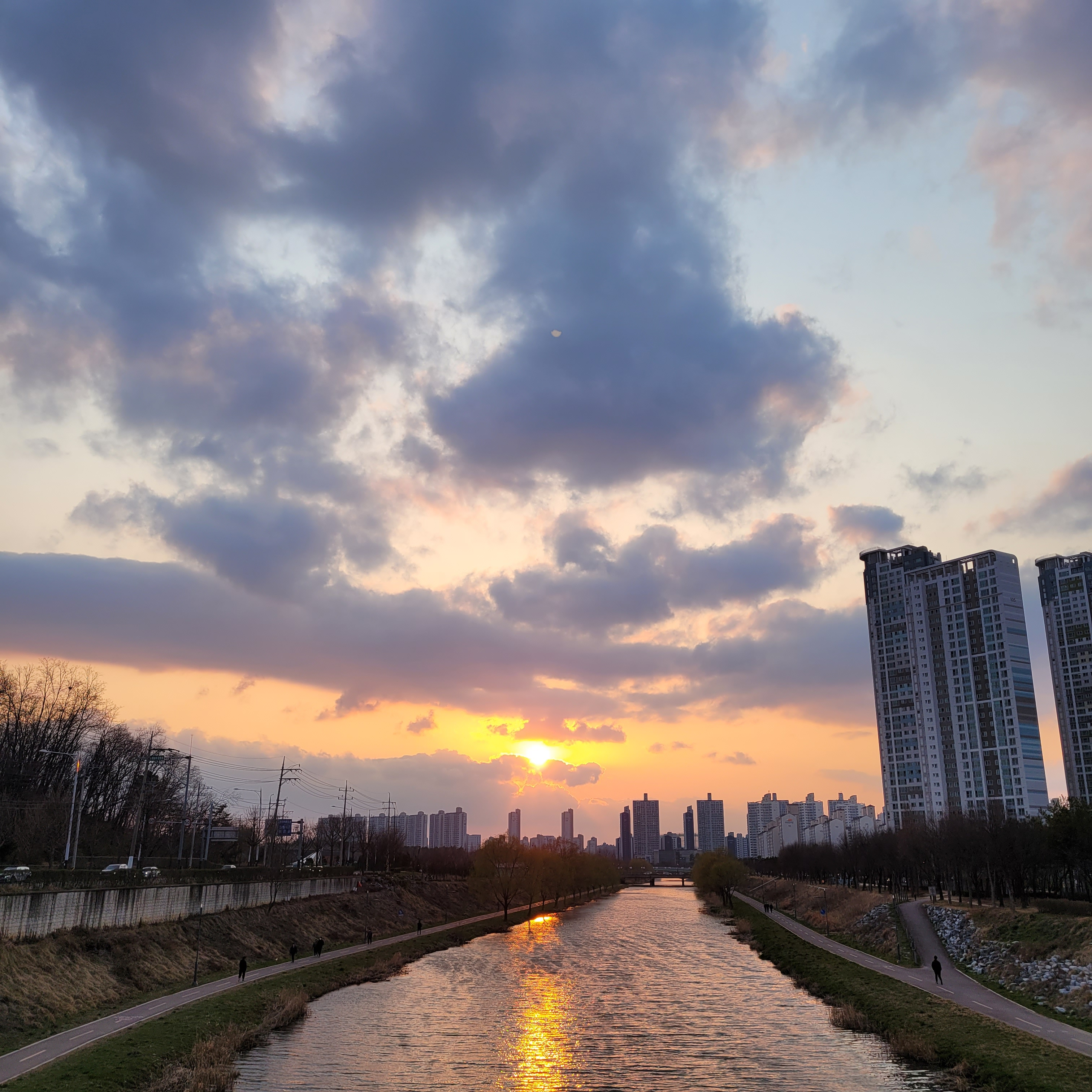
노을지는 안산천의 모습

안산천(安山川)은 경기도 안산시 상록구 장하동 장상저수지에서 발원하여, 안산시 단원구 초지동에서 시화호로 유입하는 지방하천이다. 이 하천은 시화호의 지류로서, 청계천과 같은 생태공원으로 조성을 계획하고 있다. 인근에서 매년 안산튤립축제가 열린다.